# Lucanus ibericus
Lucanus ibericus es una especie de coleóptero de la familia Lucanidae.

## Distribución geográfica
Se han descrito dos subespecies, L. ibericus macrophyllus en Turkmenistán, Siria e Irán y L. ibericus ibericus en Grecia, Turquía, Siria, Georgia y Armenia.

## Hábitat
Se encuentra desde junio hasta finales de agosto en bosques bastante húmedos de encinas, hayas o carpes, hasta los 1.200 metros de altitud.